# Suzanne Perrottet
Suzanne Perrottet (Rolle, 13 settembre 1889 – Zurigo, 10 agosto 1983) è stata una ballerina e pedagoga svizzera.

## Biografia
Perrottet ha ricevuto una formazione come violinista al Conservatorio di Ginevra con Émile Jaques-Dalcroze, in seguito anche nella sua classe speciale per la ginnastica ritmica. Come insegnante diplomata di ginnastica ritmica (1909), seguì Jaques-Dalcroze nel 1910 all'Institute for Music and Rhythm di Hellerau,  lì insegnò tra gli altri Mary Wigman, Marie Rambert e Gustav Güldenstein.
Nel biennio 1912-13 andò a Vienna per seguire corsi del metodo Jaques-Dalcroze. Nel 1913 si unì a Rudolf von Laban sul Monte Verità e fu la sua collega più vicina a Zurigo durante la prima guerra mondiale. Nel 1918 subentrò nella scuola, il cui nome cambiò più volte, e in cui insegnò fino al 1979.
Medici come Max Bircher-Benner e Carl Gustav Jung hanno inviato lì i loro pazienti, così come insegnanti, architetti e attori hanno visitato la loro scuola. Nel 1936 ha conseguito una cattedra all'ETH di Zurigo per la ginnastica ritmica, movimento di espressione e guida per l'accompagnamento musicale. Allo studio teatrale di Zurigo , Perrottet divenne insegnante di pantomima, ginnastica e danza. Nel 1939 fu co-fondatrice e fino al 1955 membro del consiglio dell'Associazione professionale svizzera per la danza e la ginnastica (SBTG).
La biblioteca del Kunsthaus Zürich ha rilevato le proprietà di Suzanne Perrottet nel 1990 come donazione dai suoi eredi.